# Vivian Johansen
Vivian Johansen, född Larsen 1 mars 1942 i Köpenhamn, är en dansk sångerska och kompositör.
Johansen började sin musikaliska karriär i Danmarks Radios flickkör tillsammans med systern Berit Larsen. Under 1960-talet bildade de tillsammans popduon "Vivian & Berit Larsen" och slog igenom 1964 då de kom på andraplats i Dansk Melodi Grand Prix med låten Der er en forskel. Den blev en hit och de gav ut flera singlar fram till mitten av 1960-talet, då systrarna lade ned projektet. Johansen fortsatte under 1970-talet med att spela in barnsånger och uppträda som solist. Hon återvände till Melodi Grand Prix 1980 med låten Jeg er fængslet af dig och 1983 med låten Fred. Även hennes dotter, Gry Johansen, uppträdde vid 1983 års uttagning och vann. De återvände båda till 1985 års tävling som en duo och framförde låten Vi ska’ leve. Under 1980-talet skrev hon låtar till barngruppen Stjerneskud.